# Talis quercella
Talis quercella là một loài bướm đêm trong họ Crambidae.